# برادي كويل
برادي كويل (بالإنجليزية: Brady Cowell)‏ هو لاعب كرة قاعدة أمريكي، ولد في 5 ديسمبر 1899 في كلاي سنتر في الولايات المتحدة، وتوفي في 15 أبريل 1989 في ديلاند في الولايات المتحدة.

## وصلات خارجية
- برادي كويل على موقع كلية كرة السلة في سبورتس رفرنس.كوم (الإنجليزية)